# Francisco Javier Falagán Hernández
Francisco Javier Falagán Hernández (Valladolid, 4 d'octubre de 1969) és un exfutbolista castellanolleonès, que jugava com a porter.
Va començar a destacar a l'Hèrcules CF, equip amb el qual jugaria 36 partits la temporada 93/94, a Segona Divisió. A l'any següent fitxà per la SD Compostela, però no hi jugà cap minut, en ser el tercer porter, per darrere d'Iru i Docobo. La marxa d'aquests jugadors la temporada 95/96 deixà la porteria a Falagán, que disputà els 42 partits de la competició, en la millor temporada de la història del conjunt gallec.
A la temporada 96/97 no conservà la titularitat i jugà 16 partits, i a l'any següent retornà a l'Hèrcules CF, on fou titular de nou. Posteriorment, va jugar amb el CP Mérida.